# Arcfox Alpha S5

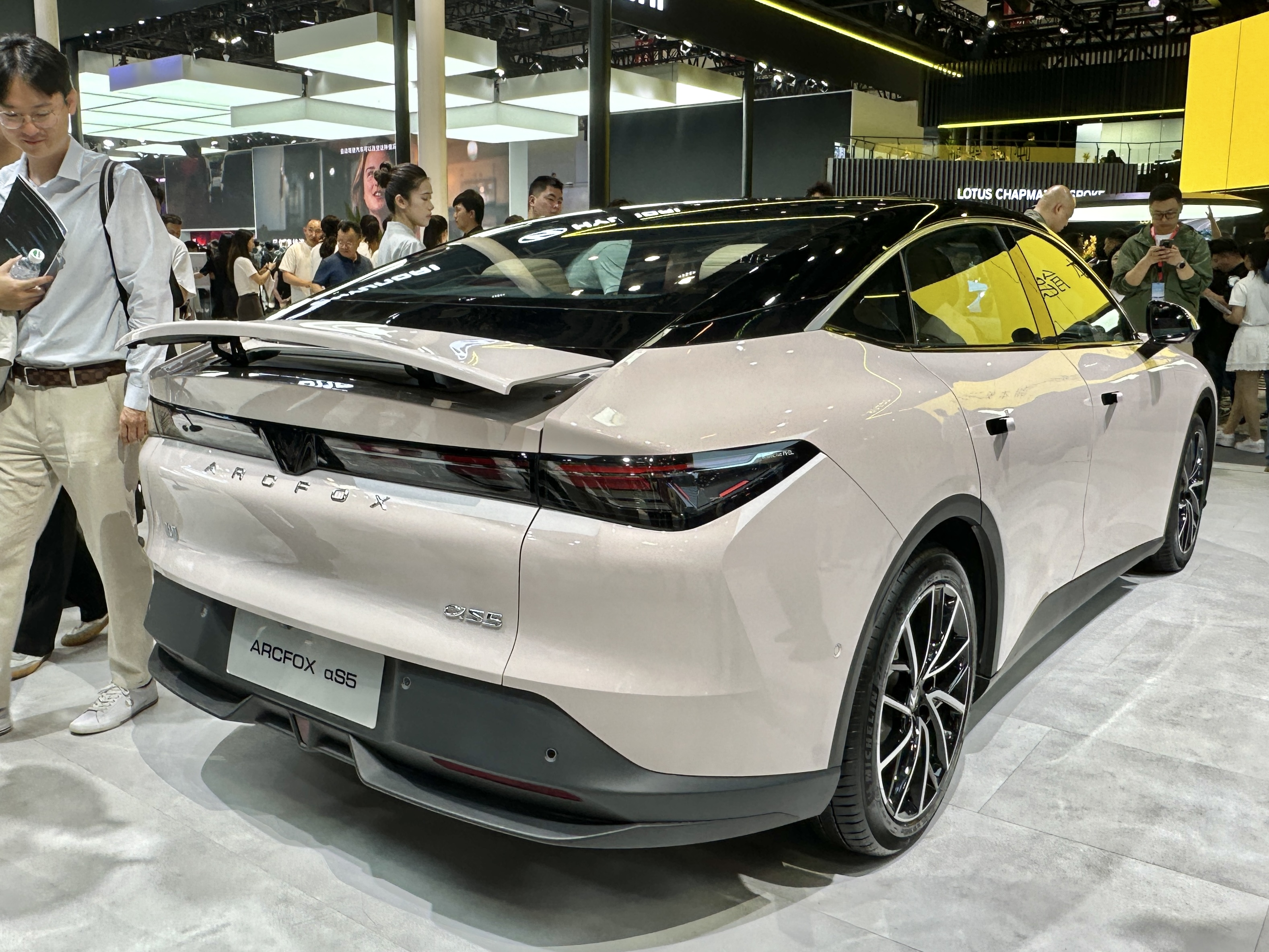
Вид сзади

Arcfox αS5 (Alpha S5) — среднеразмерный седан, выпускающийся с 2024 года китайским автопроизводителем BAIC Motor под брендом Arcfox.

## История и описание модели
Премьера Arcfox Alpha S5 состоялась в апреле 2024 года на Пекинском автосалоне. Конкурентом автомобиля является BYD Seal. Стилистический дизайн отличался «агрессивно» сформированными каплевидными фарами, пологой линией крыши, выдвижными дверными ручками и световой полосой, венчающей заднюю часть кузова.
Интерьер включает в себя двухспицевое рулевое колесо и центральную консоль с 14,6-дюймовым сенсорным экраном и мультимедийной системой Huawei. Часы перед водителем отсутствуют.

### Продажи
Как и другие автомобили Arcfox, Alpha S5 был разработан в основном для внутреннего китайского рынка. Сбор заказов начался в Пекине в конце апреля 2024 года. Стоимость базовой комплектации составила 199800 юаней.

### Технические характеристики
Arcfox Alpha S5 оснащается одним или двумя электродвигателями. Переднеприводной автомобиль оснащается одним электродвигателем мощностью 268 л. с., а полноприводной автомобиль оснащается двумя электродвигателями суммарной мощностью 523 л. с. Ёмкость аккумулятора составляет 79,2 кВт·ч. Запас хода одномоторного электромобиля составляет 650 км по циклу CLTC, а двухмоторного — 708 км по циклу CLTC.